# Jean-Claude Malgoire

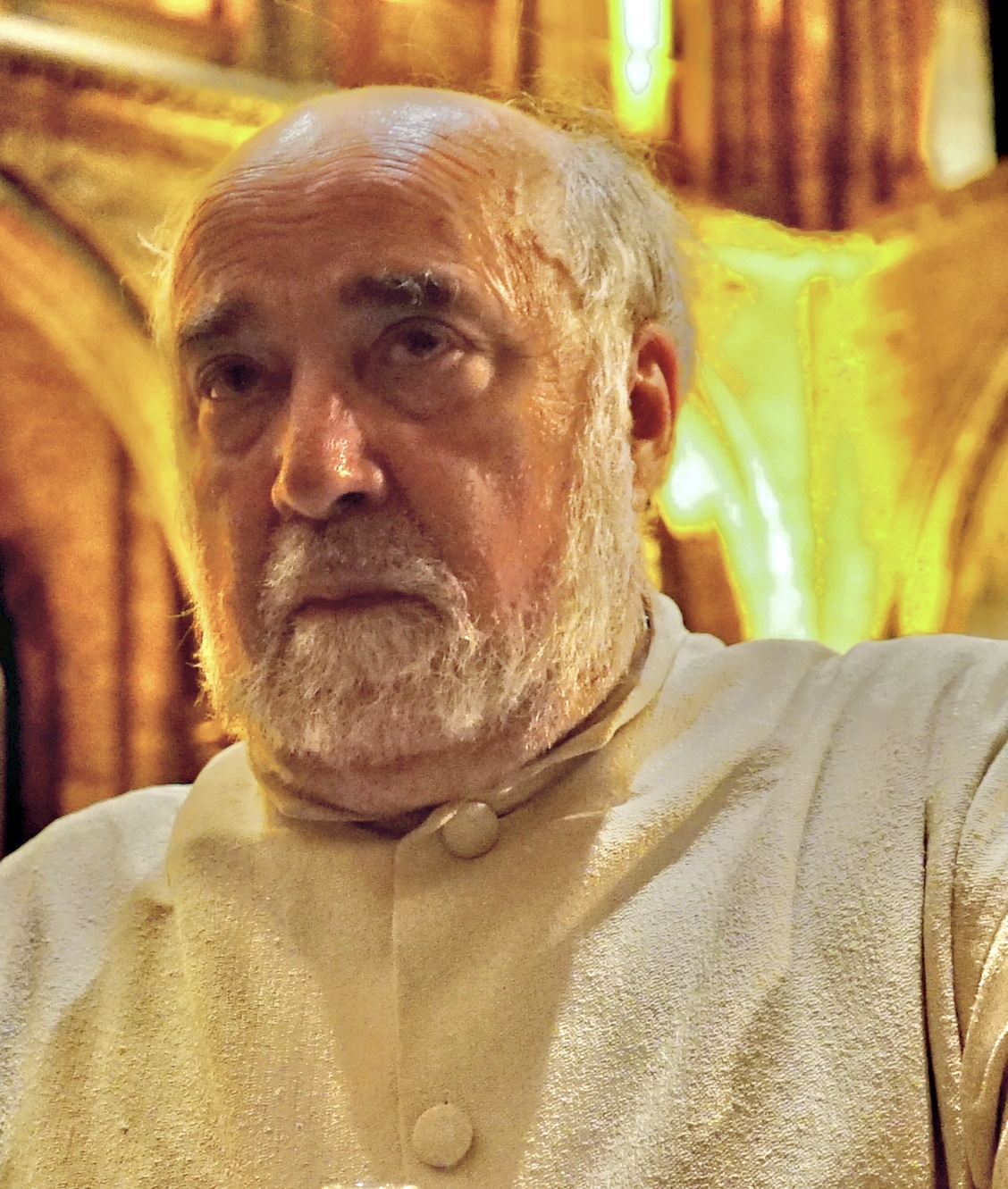
Jean-Claude Malgoire (2015)

Jean-Claude Malgoire (* 25. November 1940 in Avignon; † 14. April 2018 in Paris) war ein französischer Oboist, Musikwissenschaftler und Dirigent.

## Leben und Wirken
Jean-Claude Malgoire begann seine musikalische Ausbildung am Konservatorium seiner Heimatstadt, später wechselte er zum Pariser Konservatorium. Dort erhielt er den 1. Preis für Oboe und für Kammermusik.
Malgoire war durch seinen Mitstudenten Heinz Holliger beeinflusst und bis in die 1980er Jahre aktiv der zeitgenössischen französischen Musik verbunden. Charles Münch berief ihn 1962 als Solooboist und Englischhornisten ins Orchestre de Paris. 1968 gewann er den 1. Preis des Internationalen Musikwettbewerbs in Genf. 1970 spielte er in der französischen Uraufführung von Luciano Berios Werk Sequentia VII, 1972 wurde er Solist des „Ensembles 2e2m“.
Beeinflusst von seinem Lehrer Antoine Geoffroy-Dechaume (1905–2000), einem führenden Mitglied der „Société de musique d’autrefois“, gründete Malgoire 1966 mit Kollegen das Ensemble „La Grande Écurie et la Chambre du Roy“, eines der ersten Barockensembles mit historischer Aufführungspraxis in Frankreich. Die Gruppe hat bislang über 100 Aufnahmen eingespielt und mehr als 3000 Konzerte auf allen Kontinenten gegeben. Parallel zu seiner Tätigkeit als Dirigent des Ensembles spielte Malgoire in verschiedenen Symphonieorchestern, u. a. unter Leitung von Seiji Ozawa und Herbert von Karajan.
Seit 1975 hat Malgoire mehrere Opern auf historischen Instrumenten eingespielt, darunter Händels Rinaldo und Lullys Alceste. Seit dessen Gründung im Jahr 1981 war er künstlerischer Leiter des „Atelier lyrique“ in Tourcoing, das er zu einem Opernhaus mit vielfältigem Repertoire formte. 1992 erhielt er für seine Aufnahme von Vivaldis Motezuma einen Preis beim französischen Wettbewerb „Victoires de la musique“.
2002 wurde er mit dem Händelpreis der Stadt Halle ausgezeichnet.
Malgoires Tochter Florence Malgoire war Professorin für Barockvioline am Genfer Konservatorium.

## Diskografie (Auswahl)

### CD und LP
- Bach: L’art de la fugue, K617
- Bach: La Passion selon Saint-Matthieu, Calliope
- Bizet: L’Arlésienne, Valois/Audivis
- Campra: Requiem – Miserere, Virgin
- Charpentier: Messe pour plusieurs instruments au lieu des orgues H.513 – Concert pour 4 parties de violes H.545 – Médée H.491, extrait – Le Malade Imaginaire H. 495, Ouverture, CBS Sony 1971
- Charpentier: "Vêpres solennelles" H.540, H.190, H.50, H.149, H.52, H.150, H.51, H.161, H.191, H.65, H.77, CBS Sony 1987
- Charpentier: Te deum H.146 – Magnificat H.76 – Noëls pour les instruments H.531 n° 3 – Noëls sur les instruments H.534 n°3 et 6, CBS 1979, Sony 1992
- Charpentier: Magnificat à 8 voix et 8 instruments H.74 – Nisi Dominus H.150 – Ave Maris stella H.67, K617 1992
- Charpentier: Leçons de Ténèbres H.96, H.97, H.98/108, H.102, H.103, H.109, H.105, H.106, H.110, H.100 a, CBS 1978, Sony 1992
- Franck: Symphonie en ré mineur (Englischhorn, Orchestre de Paris unter Herbert von Karajan), EMI – La voix de son maître
- Gluck: Orfeo ed Euridice, Astrée Auvidis
- Gossec: Missa pro Defunctis, K617
- Händel: Agrippina, Dynamic
- Händel: Le Messie, Naïve
- Händel: Orlando, K617
- Händel: Rinaldo, Sony
- Händel: Serse, Sony
- Handel: Water Music, CBS
- Lully: Alceste, Astrée Audivis
- Monteverdi: L’Orfeo, Dynamic
- Mozart: La trilogie Mozart/Da Ponte, Naïve
- Mozart: Petite musique de nuit, K617
- Mozart: Requiem version Rio, K617
- Neukomm: Requiem, K617
- Neukomm: Missa Solemnis pro die acclamationis Johannis VI., K617
- Rameau: Les Paladins, Verany
- Rameau: Platée, Calliope
- Salieri: Falstaff, Dynamic
- Vivaldi: Catone in Utica, Dynamic
- Vivaldi: Musique religieuse, Beatus vir, Gloria, CBS
- Vivaldi: Motezuma, Audivis
- Vivaldi: Vêpres pour la Nativité de la Vierge, Naïve

- Verschiedene Komponisten: Le tourdion, K617

### DVD
- Händel: Agrippina, Dynamic
- Monteverdi: L’Orfeo, Dynamic